# Federação de Futebol do Estado do Acre
A Federação de Futebol do Acre, fundada em 27 de janeiro de 1947 sob o nome de Federação Acriana de Desportos, é a entidade máxima do futebol no Estado do Acre, Brasil. Organiza todos os torneios oficiais que envolvam as equipes do Estado, como o Campeonato Acreano da 1ª Divisão, 2ª Divisão, Campeonato Acriano de Futebol Feminino e os torneios estaduais das categorias de base, o infantil (sub-15) e o juvenil (sub-18).

É a 2ª maior força da Região Norte do Brasil em termos futebolísticos, atrás apenas da Federação do Pará.

## História
Nascida com o nome de Federação Acriana de Desportos - FAD, substituiu a antiga Liga Acriana de Esportes Terrestres - LAET, associação ligada ao governo que organizava as práticas esportivas do futebol, vólei e basquete. A LAET foi criada pelos então clubes existentes na época Rio Branco Football Club, Militar Football Club, Ypiranga Sport Club e pelo Acriano Sporting Club.
A sede da LAET localizava-se em um pequeno prédio de madeira construído em meados de 1908 pelo então prefeito do departamento do Alto Acre, o senhor Gabino Besouro. Mais tarde, em 1928, o prédio foi demolido para dar lugar ao hoje majestoso Palácio do Governo. A LAET então mudou-se para a sede do Departamento das Obras e Aviação, onde hoje situa-se o Palácio das Secretarias do Governo. Foi nesse novo endereço que ocorreu a mudança de nome para Federação Acriana de Desportos - FAD, no ano de 1947. Três anos antes, o Conselho Regional de Desportos dava amplos poderes à entidade para organizar o desporto no território federal. Seu primeiro presidente foi o agrônomo Francisco Custódio Freire. No mesmo ano de fundação, obteve a filiação à Confederação Brasileira de Desportos, a CBD.
Com a demolição da sede do Departamento de Obras e Aviação, a FAD teve de mudar novamente de endereço, indo então para uma sala cedida pelo Rio Branco Football Club em sua sede, para depois mudar novamente de endereço mais três vezes. Nestas mudanças, muitas documentações acabaram sendo perdidas. Até que, em 1986, o presidente Antônio Aquino Lopes projetou que a FAD tivesse a sua própria sede. A inauguração ocorreu no dia 26 de Abril de 1987, ano do 40º aniversário de sua fundação, com a presença do então presidente da CBF, Octávio Pinto Guimarães. A sede ficava no Bairro Aviário, onde hoje a entidade faz o aluguel do local.

### De FAD para FFAC
Assim que inaugurou a sua sede, a FAD também teve de realizar alterações em seu estatuto para se adequar às novas normas do esporte no Brasil. Uma das mudanças foi a extinção da Federação Acriana de Desportos, desmembrando-a para as federações próprias de cada esporte. Foi aí que surgiu a Federação de Futebol do Estado do Acre - FFEAC, no dia 1 de Setembro de 1987. Em 1989, ocorreu a profissionalização do futebol no estado. Em 8 de Novembro de 1999, foi definida a atual denominação: Federação de Futebol do Acre - FFAC.
Neste mesmo ano de 1999, a FFAC começou o seu projeto audacioso: A construção de seu próprio estádio. Com poucos recursos, a conclusão só veio a ocorrer 10 anos depois do início das obras. Em assembleia dos clubes para a nomeação do novo estádio, os presidentes dos clubes foram unânimes em batizar o estádio de Antônio Aquino Lopes, presidente da entidade desde 1986. O estádio está localizado na intersecção da Via Verde com a Estrada da Floresta. Por isso o apelido de Estádio Florestão. Nas dependências do estádio encontra-se a nova sede da Federação.

## Ranking da CBF
No Ranking da CBF, a FFAC aparece na 18ª posição, com 3.294 pontos. Esta colocação lhe dá o direito a 3 vagas para a Copa Verde, 2 vagas para a Série D do Brasileirão e 2 vagas para a Copa do Brasil.

### Ranking dos clubes
Posição dos clubes acrianos no Ranking da CBF. (Ranking atualizado em 1 de março 2021)
| Posição | Clube             | Pontos | Brasileiro 2021 |
| ------- | ----------------- | ------ | --------------- |
| 60°     | Atlético Acreano  | 1.464  | Série D         |
| 74º     | Rio Branco-AC     | 983    | -               |
| 92º     | Galvez            | 694    | Série D         |
| 194º    | Plácido de Castro | 153    | -               |

## Florestão

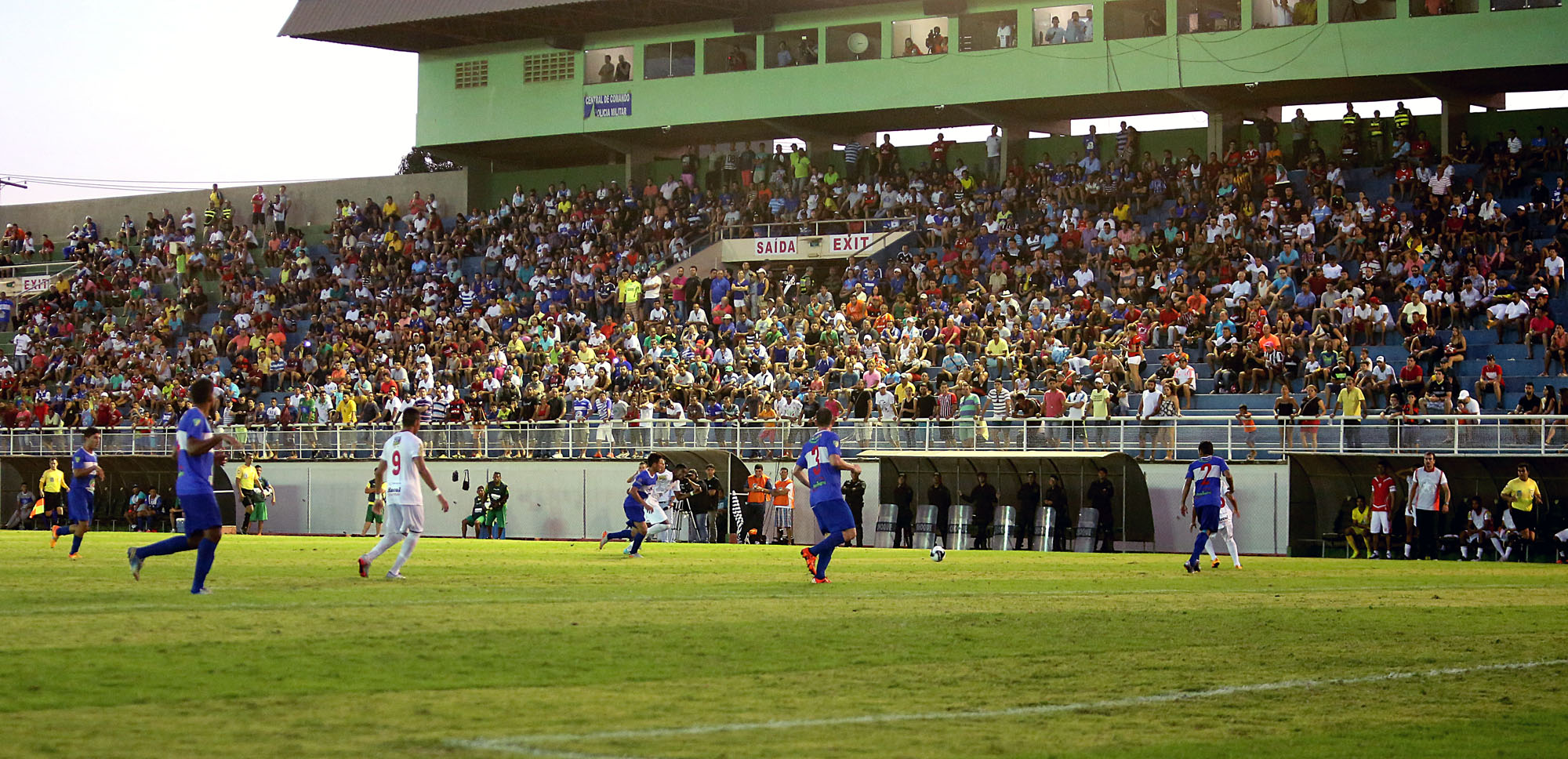
Florestão em 2016 jogo entre Rio Branco e Atlético Acreano

O Estádio Antônio Aquino Lopes, mais conhecido como Florestão, é um estádio de futebol localizado em Rio Branco, Acre, ele pertence a Federação Acreana de Futebol. O estádio foi inaugurado em 2011 com uma capacidade máxima de 10.000 espectadores.

## Equipes
- Acriano
- ADESG
- Alto Acre
- Amapá
- Amax
- Andirá
- Atlético Acreano
- Galvez
- Grêmio
- Humaitá
- Independência
- Juventus
- Náuas
- Plácido de Castro
- Rio Branco
- São Francisco
- Vasco